# 林一 (演員)
林一（1999年1月11日—），男，汉族，遼寧省瀋陽人，中國大陸演員，所属經紀公司為唐人影視。2019年參演網路劇《致我們暖暖的小時光》而受到大眾注目。其粉絲名為「唯一」。

## 生平
2015年，林一以辽宁省舞蹈类专业统考第一的成绩考入北京体育大学国标舞专业。同年，还在念大一的他被经纪人发掘并签约唐人影视，成为韩东君、古力娜扎、金晨、陈瑶的同门师弟。
2016年，林一利用暑假时间到国外接受了专业的舞蹈和表演培训。
2017年，曾参加青春校园网络剧《你好，旧时光》选角活动，试镜男主角林杨，后作为固定嘉宾参加优酷视频偶像养成类节目《美少年学社》。
2019年，与邢菲、唐晓天、郑英辰主演的青春爱情网络剧《致我们单纯的小美好》之续集《致我们暖暖的小时光》播出。该剧根据网络作家赵乾乾同名小说改编，林一饰演高冷学霸顾未易一角，人氣急升。同年，凭该作品入围第26届华鼎奖「中國當代題材電視劇最佳男演員」，並获得第四届金骨朵网络影视盛典「年度新銳男演員」獎項。
2021年1月，与赵今麦、袁弘等人主演的古装冒险奇幻剧《玲珑》播出，在剧中饰演满怀抱负的少年君主元一。4月，与徐璐领衔主演的青春励志轻喜剧《良辰美景好时光》播出，在剧中饰演电竞大神、学霸顾景。10月，作为固定主持加盟真人秀《奔跑吧·黄河篇第二季》。
2022年1月14日，以“超滑家族”成员身份常驻的冰雪主题趣味竞技类真人秀《超有趣滑雪大会》开播。1月26日，与陈钰琪领衔主演的青春剧《昔有琉璃瓦》开播，在剧中饰演文物修复师郑素年。6月18日，与赵今麦、沈月主演的电影《一周的朋友》正式公映，在片中饰演男主角徐又树。9月，电视剧《胡同》开播，林一在剧中饰演年轻有为的基层工作者欧阳辉。10月，电视剧《我们这十年》开播，林一在《前海》单元饰演前往大湾区创业的香港青年叶舟。
2023年12月，与刘浩存领衔主演的都市悬疑爱情剧《脱轨》播出，在剧中饰演男主角祁连。
2024年3月1日，与周也领衔主演的都市爱情网络剧《别对我动心》播出，在剧中饰演“校草”顾寻。3月9日，与李兰迪领衔主演的青春现实主义话题剧《謝謝你溫暖我》播出，在剧中饰演患上渐冻症的青年林拓。6月，由刘亦菲、佟大为领衔主演的都市情感剧《玫瑰的故事》播出，林一在剧中饰演飞行员何西。7月，作为固定成员参演的城市探玩类真人秀《全力以赴的行动派第三季》开播。11月，与沈月领衔主演的都市爱情剧《失笑》播出。
202年加盟《一路前行第2季》；3月參演的電視劇《嘘，国王在冬眠》播出。

## 轶事
林一喜歡用旅遊、聽音樂、看漫畫的方式來放鬆自己；此外，他還酷愛滑雪、騎車等戶外運動。
林一非常喜愛演員胡歌，初進唐人公司時看到《仙劍一》、《仙劍三》的海報便毫不猶豫簽下合約，成為同門師弟後卻長達四年都無緣與之見面，直到電影《南方車站的聚會》首映禮才成功會面。

## 影视作品

### 电影
| 上映年份 | 電影名稱           | 角色          | 備註   |
| 2022年   | 《一周的朋友》     | 徐又樹        | [ 11 ] |
| 待上映   | 《我们的命中注定》 | 林俊河/林少民 | [ 20 ] |
| 待上映   | 《希望島》         |               |        |

### 電視劇／網路劇
| 首播年份 | 劇名                             | 角色   | 備註         |
| 2019年   | 《致我们暖暖的小时光》           | 顧未易 | 網路劇       |
| 2021年   | 《玲珑》                         | 元一   | [ 8 ]        |
| 2021年   | 《良辰美景好时光》               | 陸景   | 網路劇       |
| 2021年   | 《致我们暖暖的小时光（泰国版）》 | 顧未易 | 客串         |
| 2022年   | 《昔有琉璃瓦》                   | 鄭素年 | [ 10 ]       |
| 2022年   | 《胡同》                         | 歐陽輝 | 第三篇章     |
| 2022年   | 《我们这十年》                   | 叶舟   | 單元《前海》 |
| 2023年   | 《脱轨》                         | 祁连   | 網路劇       |
| 2024年   | 《别对我动心》                   | 顧尋   | 網路劇       |
| 2024年   | 《謝謝你溫暖我》                 | 林拓   | [ 16 ]       |
| 2024年   | 《玫瑰的故事》                   | 何西   | [ 17 ]       |
| 2024年   | 《失笑》                         | 梁代文 | [ 22 ]       |
| 2025年   | 《嘘，国王在冬眠》               | 单崇   | [ 23 ]       |
| 待播     | 《折月亮》                       | 傅識則 | 網路劇       |

### 综艺节目
| 播出日期           | 節目名稱                   | 頻道           | 備註                             |
| 2017-05-14 — 06-11 | 《美少年学社》             | 優酷           | 固定成員                         |
| 2017-10-31 — 11-28 | 《瘋狂衣櫥第一季》         | 江蘇衛視       | 第6-10期                         |
| 2019-07-06         | 《快樂大本營》             | 湖南衛視       | 電視劇《致我们暖暖的小时光》劇宣 |
| 2019-09-15 — 12-24 | 《神奇的漢字》             | 湖南衛視       |                                  |
| 2019-11-16         | 《快樂大本營》             | 湖南衛視       |                                  |
| 2020-10-17         | 《快樂大本營》             | 湖南衛視       |                                  |
| 2021-02-20         | 《快樂大本營》             | 湖南衛視       |                                  |
| 2021-10-22 — 11-26 | 《奔跑吧·黃河篇第二季》    | 浙江衛視       | 固定主持                         |
| 2022-01-14 — 03-18 | 《超有趣滑雪大會》         | 愛奇藝         | 超滑家族                         |
| 2022-02-05         | 《你好，星期六》           | 湖南衛視       |                                  |
| 2023-10-21         | 《你好，星期六》           | 湖南衛視       | 電視劇《脱轨》劇宣               |
| 2024-02-10         | 《你好，星期六》           | 湖南衛視       | 電視劇《别对我动心》劇宣         |
| 2024-07-04 — 08-15 | 《全力以赴的行动派第三季》 | 抖音、湖北衛視 | 固定成員                         |
| 2024-07-13         | 《你好，星期六》           | 湖南衛視       | 電視劇《失笑》劇宣               |
| 2024-07-20         | 《你好，星期六》           | 湖南衛視       |                                  |
| 2024-07-27         | 《城市捉迷藏》             | 湖南衛視       |                                  |
| 2024-12-14         | 《現在就出發2》            | 江蘇衛視       | 飛行嘉賓，第8-10期               |
| 2024-12-21         | 《你好，星期六》           | 湖南衛視       |                                  |
| 2025-02-15         | 《一路前行第二季》         | 東方衛視       | 第7期                            |
| 2025-03-08         | 《你好，星期六》           | 湖南衛視       | 電視劇《嘘，国王在冬眠》劇宣     |
| 2025-03-22         | 《你好，星期六》           | 湖南衛視       |                                  |

## 獎項與提名
| 年份   | 颁奖典礼                      | 奖项                         | 作品                   | 结果 | 备注          |
| 2019年 | 第26屆华鼎奖                  | 中國當代題材電視劇最佳男演員 | 《致我们暖暖的小时光》 | 提名 | [ 6 ]         |
| 2019年 | 第4屆金骨朵网络影视盛典       | 年度新銳男演員               | 《致我们暖暖的小时光》 | 獲獎 | [ 7 ]         |
| 2019年 | 2019腾讯视频星光大赏          | 年度青春大勢藝人             | 不適用                 | 獲獎 | [ 24 ]        |
| 2023年 | 剧耀东方·2023电视剧品质盛典   | 品質新銳劇星                 | 《我们这十年》         | 獲獎 | [ 25 ] [ 26 ] |
| 2024年 | 2023微博之夜                  | 微博年度期待演员             | 《脫軌》               | 獲獎 | [ 27 ]        |
| 2024年 | 阅文全球华语IP盛典            | 年度潜力IP演员               | 不適用                 | 獲獎 | [ 28 ]        |
| 2024年 | 第4屆新时代国际电视节斑彩螺奖 | 新時代最具潛力男演員         | 《脫軌》               | 提名 | [ 29 ]        |

## 外部連結
- 林一的Instagram帳戶
- 林一的新浪微博